# Morten Holst
Morten N. R. Holst (født 2. november 1982) er en dansk skuespiller.
Morten Holst er uddannet fra udenlandske skuespillerskoler i 2002 og fra Syddansk Musikkonservatorium og Skuespillerskole i 2013. Holst har bl.a. spillet Dan i Sexual Perversity på Boldhus Teatret i 2005, samt medvirket i flere spillefilm. 

## Teater
Hovedrollen som Sid Vicious i Bellevue Teatrets danske version af punkforestillingen "Sid VICIOUS – Sex pistols" with love, hvor han samtidig spiller rollen som Johnny Rotten i orkesterets opførelse af Sex Pistols musik. I en anmeldelse heraf, karakteriseres hans indsats således:
"Men set i realismens i dette tilfælde tågede skær, er det vel virkeligheden, som den så ud den nat, og det skal den også stærkt og udtryksfuldt syngende Morten Holst have mange roser for." 

## Filmografi
- Den sorte Madonna (2007)
- Max Pinlig (2008)
- Broderskab (2010)
- Hvidsten Gruppen (2012)
- En kongelig affære (2012)
- Talenttyven (2012)
- Kapgang (2014)
- Guldkysten (2015)
- De standhaftige (2016)
- Fuglene over sundet (2016)
- 3 ting (2017)

### Tv-serier
- 2900 Happiness (2007)
- Badehotellet sæson 9 (2022)